# Alain de Lille
Alain de Lille (Lille, 1115-Abadía de Cîteaux, 29 de diciembre de 1202) fue un teólogo y poeta francés.

## Biografía
Se sabe poco de su vida; parece ser que enseñó en París y que asistió al concilio de Letrán en 1179. Vivió después en Montpellier (por lo que a veces se le llama Alanus de Montepessulano), luego estuvo fuera de la clausura monacal durante algún tiempo, y finalmente se jubiló en Cîteaux, donde falleció en 1202. En vida, tuvo una gran reputación y su cultura, más variada que profunda, le hizo ganarse el apelativo de Doctor universalis.

## Obra

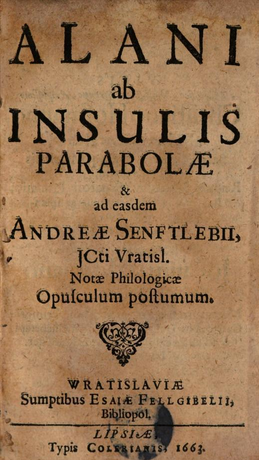
Alani ab Insulis parabolae.

Entre sus numerosísimas obras, dos poemas son los que le han proporcionado un lugar de honor dentro de la literatura latina de la Edad Media:
- De planctu naturae (las Lamentaciones de la Naturaleza, hacia 1168_1172), que inspiró a Jean de Meung para la segunda parte del Roman de la rose, es una hábil sátira de los vicios de la humanidad. Creó la alegoría de la «conjugación» gramatical que habría de tener continuadores a lo largo de toda la Edad Media.
- Anticlaudianus (hacia 1181-1184), un tratado sobre la moral presentado bajo forma alegórica, que recuerda al pequeño libro de Claudien contra Rufinus, que está agradablemente versificado y que es de una latinidad relativamente pura.

En estos dos poemas, el personaje principal es la naturaleza. Estos poemas son representativos de los sentidos que se emplearon durante toda la Edad Media para la interpretación de los textos: Alain de Lille advierte en este sentido que su obra debe ser leída en tres niveles: para el entendimiento pueril, que persigue el placer, hay un sentido literal; para aquellos que quieren sacar provecho de la lectura tienen a su disposición un sentido moral; y, en fin, una inteligencia más fina encontrará donde afilarse en el sentido alegórico.
Entre sus otras obras, es necesario citar:
- Quoniam homines, de hacia 1165, que incluye:
  - Sur les vertus, les vices et les dons du Saint-esprit.

Basándose en Denys, defiende una teología negativa que denomina scientia coelestis y critica a los que olvidan el carácter incognoscible e inefable de su objeto de estudio.
- Règles de théologie, de hacia 1192-1194.

En este tratado, intenta aplicar a la teología el principio extraído de los Segundos analíticos : « toda ciencia se apoya sobre reglas propias ». Pero, mientras que las reglas de las otras artes son convencionales (gramática), las reglas de la teología tienen una necesidad absoluta que es el carácter inmutable de su objeto. Para realizar este proyecto, toma como modelo de exposición el Liber de Causis tomado de Proclus. Cada regla es seguida de una demostración de forma euclidiana. Sería, no obstante, una equivocación pensar que Alain cree que los artículos de fe son demostrables. Se contenta con establecer las « razones probables » que llevan al espíritu de los heréjes a estar de acuerdo por medio de la razón, puesto que la autoridad de las Sagradas Escrituras no les basta.
- Contra haereticos (Contra los herejes, de hacia 1190-1200): refuta a los cátaros, valdenses, judíos y musulmanes.

- Ars catholicae fidei: En esta obra, antiguamente atribuida a Nicolas d'Amiens y hoy en día restituida al canon de Alain, prosiguiendo el planteamiento de las Régles de théologie, intenta una aplicación inmediata de este principio e intenta probar de manera geométrica los dogmas definidos en las Reglas. Este audaz ensayo fue abandonado por la escolástica ulterior en beneficio de la didáctica. El empleo de término que no se utilizan generalmente en ese contexto (axioma, teorema, corolario, etc.) será retomado y generalizado por Spinoza mucho más tarde.

Alain de Lille ha sido frecuentemente confundido con otras personas, en particular con Alain, el arzobispo de Auxerre, Alan, abad de Tewkesbury, Alain de Podio, etc. Ciertos hechos de sus vidas le han sido atribuidos, así como algunas de sus obras: así, la Vie de saint Bernard debió ser devuelta a Alain d'Auxerre y el Commentaire sur Merlin a Alan de Tewkesbury. Alan de Lille no fue el autor de Memoriale rerum difficilium, publicado bajo su nombre, ni del 'Apocalypse satirique de Golias que se le había atribuido en una ocasión; igualmente, es muy dudoso que Dicta Alani de lapide philocophico sea verdaderamente obra suya.

## Teología
Alain de Lille formó parte de la reacción mística de la segunda mitad del siglo XII contra los primeros representantes de la filosofía escolástica. Su misticismo, sin embargo, está lejos de ser tan absoluto como el de los victorinos. En Anticlaudianus expone generalmente la idea de que la razón, guiada por la prudencia, puede por ella misma descubrir la mayor parte de las verdades del orden físico, pero para la aprehensión de las verdades religiosas debe fiarse de la fe. 
La vertiente puramente teológica de su obra lo convierte en un representante mayor de la gramática especulativa aplicada a la teología.
Habiendo conocido su floruit entre la summa teológica de Pedro Lombardo y las obras de Tomás de Aquino y Buenaventura, durante los siglos XIII y XIV será una de las autoridades citadas por todos los autores.